# Sinpunctiptilia tasmaniae
Sinpunctiptilia tasmaniae là một loài bướm đêm thuộc họ Pterophoridae. Nó được tìm thấy ở Tasmania.
Sinpunctiptilia tasmaniae was separated from Sinpunctiptilia emissalis by Arenberger năm 2006. The two species cannot be separated on external appearance, but the genitalia show clear differences.